# Stuart Laing
Stuart Laing es un actor inglés, más conocido por haber interpretado a Rob Minter en la serie EastEnders. 

## Biografía
Laing se entrenó en el Drama Centre, London, Central Saint Martins College of Art and Design, en Londres.

## Carrera
Su primer papel en televisión lo obtuvo en 1994 donde interpretó a Parker en la serie Minter.
En 995 interpretó a Jonny Morrisey en la serie Casualty, previamente en 1993 había interpretado a Matt en el episodio "Comfort and Joy". También apareció en series como Strike Force, Devil's Advocate, 3 Steps to Heaven, Heartbeat y en Blood and Peaches.
En el 2001 interpretó a Richard en la película de terror y culto Cradle of Fear.
En el 2003 apareció en varios episodios de la aclamada miniserie Cambridge Spies donde interpretó a Jack Hewit el amante de Guy Butguess (Tom Hollander) y de Anthony Blunt (Samuel West), en la miniserie también aparecieron los actores Toby Stephens y Rupert Penry-Jones.
En el 2004 interpretó a Richard Hollins en un episodio de la exitosa y aclamada serie de espías Spooks.
El 21 de junio de 2006 se unió al elenco de la exitosa y popular serie británica EastEnders donde interpretó a Robert "Rob" Minter, hasta el 25 de junio de 2007, después de que su personaje fuera arrestado por ayudar a May Wright a secuestrar a Dawn Swann para quitarle a su bebé no nacido.
En el 2008 interpretó a Eli Watkins en la serie Holby City, previamente había aparecido en la misma serie interpretando en cinco episodios a Simon Parker del 2004 al 2005.
En el 2010 interpretó a Rory Walsh en un episodio de la serie The Bill. Anteriormente en el 2005 había interpretado al desconsolado padre Jeff Clarke en los episodios # 348 y # 349, en el 2001 dio vida a Dougie Morgan en el episodio "Beyond the Call", en 1997 a James Rowleigh en "Identity Crisis" y en 1994 interpretó a Willie Armstrong en el episodio "Business as Usual".
En el 2012 apareció en la serie médica Doctors donde interpretó a Alex Redmond, anteriormente había aparecido por primera vez en la serie en el 2010 cuando interpretó a Toby Swift durante el episodio "The Puppet Master ".

## Filmografía

### Series de televisión
| Año         | Título                         | Personaje         | Notas                              |
| ----------- | ------------------------------ | ----------------- | ---------------------------------- |
| 2015        | Silent Witness                 | Martin Cross      | 2 episodios                        |
| 2012        | Doctors                        | Alex Redmond      | 4 episodios                        |
| 2010        | The Bill                       | Rory Walsh        | episodio "Balance of Power"        |
| 2009        | Trial & Retribution            | Jamie Johnson     | episodio "Shooter: Part 1"         |
| 2008        | Holby City                     | Eli Watkins       | episodio "All This Useless Beauty" |
| 2006 - 2007 | EastEnders                     | Rob Minter        | 86 episodios                       |
| 2006        | Comming Up                     | Mondo             | episodio "The Animator"            |
| 2006        | The Inspector Lynley Mysteries | Daniel Gill       | episodio "One Guilty Deed"         |
| 2005        | Vincent                        | Donny Watson      | episodio # 1.3                     |
| 2005        | Wire in the Blood              | Det. Harry Winter | episodio "Nothing But the Night"   |
| 2004        | Spooks                         | Richard Hollins   | episodio # 3.4                     |
| 2003        | Poirot                         | Ted Horlick       | episodio "Sad Cypress"             |
| 2003        | Cambridge Spies                | Jack Hewit        | 3 episodios - miniserie            |
| 2003        | Burn It                        | Mike              | 5 episodios                        |
| 2001        | In a Land of Plenty            | Robert Freeman    | 6 episodios                        |
| 1998        | Berkeley Square                | Jack Wickham      | 7 episodios - miniserie            |
| 1996        | Heartbeat                      | Jack Abbott       | episodio "The Championship"        |
| 1996        | Kavanagh QC                    | Mark Holland      | episodio "True Commitment"         |
| 1995        | Casualty                       | Jonny Morrisey    | episodio "Money for Nothing"       |
| 1994        | Mider                          | Parker            | episodio "On the Autofront"        |

### Películas
| Año  | Título                                 | Personaje          | Notas                                                                          |
| ---- | -------------------------------------- | ------------------ | ------------------------------------------------------------------------------ |
| 2010 | East End Stories                       | -                  | corto - junto a Maimie McCoy, Alan Westaway, Daniela Forbes & Phoebe Patterson |
| 2010 | Forbidden                              | -                  | corto - junto a Billy Cullum & Maimie McCoy                                    |
| 2010 | Big Mouth                              | Papá               | corto - junto a Helen Baxendale                                                |
| 2008 | Albert's Speech                        | Simon              | junto a Nicholas Burns                                                         |
| 2007 | The Man Who Would Be Queen             | Ben                | junto a James Doherty & Daisy Beaumont                                         |
| 2005 | Lie Still                              | John Hare          | junto a Tim Barlow & Robert Blythe                                             |
| 2005 | Compartment                            | George             | corto - junto a Charlie Condou & Nitin Ganatra                                 |
| 2005 | The Great Ecstasy of Robert Carmichael | Stuart Reeves      | junto a Danny Dyer & Rob Dixon                                                 |
| 2004 | Frances Tuesday                        | Sean               | junto a Tamzin Outhwaite, Douglas Henshall, Lennie James & Nigel Lindsay       |
| 2004 | Jelly Dolly                            | James              | junto a Rachael Walton & Ashley Barnes                                         |
| 2004 | Every Time You Look at Me              | Steve              | junto a Lindsey Coulson & Phaldut Sharma                                       |
| 2004 | Sex & Lies                             | Alex               | junto a Keeley Hawes & Simon Pegg                                              |
| 2002 | Butterfly Man                          | Adam               | junto a Gavan O'Herlihy & Napakpapha Nakprasitte                               |
| 2002 | Stag                                   | Luke               | corto - junto a Nitin Ganatra                                                  |
| 2001 | South West 9                           | Fazer              | junto a Stephen Lord, Mark Letheren, Nicola Stapleton & Wil Johnson            |
| 2001 | Lawless Heart                          | David              | junto a Bill Nighy, Tom Hollander & Douglas Henshall                           |
| 2001 | The Truth Game                         | Eddy               | junto a Paul Blackthorne & Selina Giles                                        |
| 2001 | Cradle of Fear                         | Richard            | junto a Dani Filth, Edmund Dehn, Rebecca Eden & Emily Booth                    |
| 2000 | Threesome                              | Jerry              | corto - junto a Andrea Lowe & Hugh Quarshie                                    |
| 2000 | Strong Language                        | Mark               | junto a Ricci Harnett                                                          |
| 2000 | Bedhead                                | -                  | -                                                                              |
| 1997 | Gaston's War                           | Harry              | junto a Peter Firth & Olivia Williams                                          |
| 1996 | In Your Dreams                         | Ben                | junto a Thandie Newton, Oliver Milburn & David Bradley                         |
| 1995 | 3 Steps to Heaven                      | Sean               | junto a Frances Barber, Katrin Cartlidge & Siobhan Burke                       |
| 1995 | Blood and Peaches                      | Steve              | junto a Jason Done & Ravi Kapoor                                               |
| 1995 | Strike Force                           | Jimmy              | junto a Tim Bentinck, Derek Riddell & James Faulkner                           |
| 1995 | Devil's Advocate                       | Vincenzo Salvatore | junto a Alice Krige, Lena Headey & James Frain                                 |

### Teatro
| Año  | Título           | Personaje | Teatro                   | Notas                              |
| ---- | ---------------- | --------- | ------------------------ | ---------------------------------- |
| 2008 | Blowing Whistles | Nigel     | Leicester Square Theatre | junto a Paul Keating & Daniel Finn |